# Strade in Irlanda

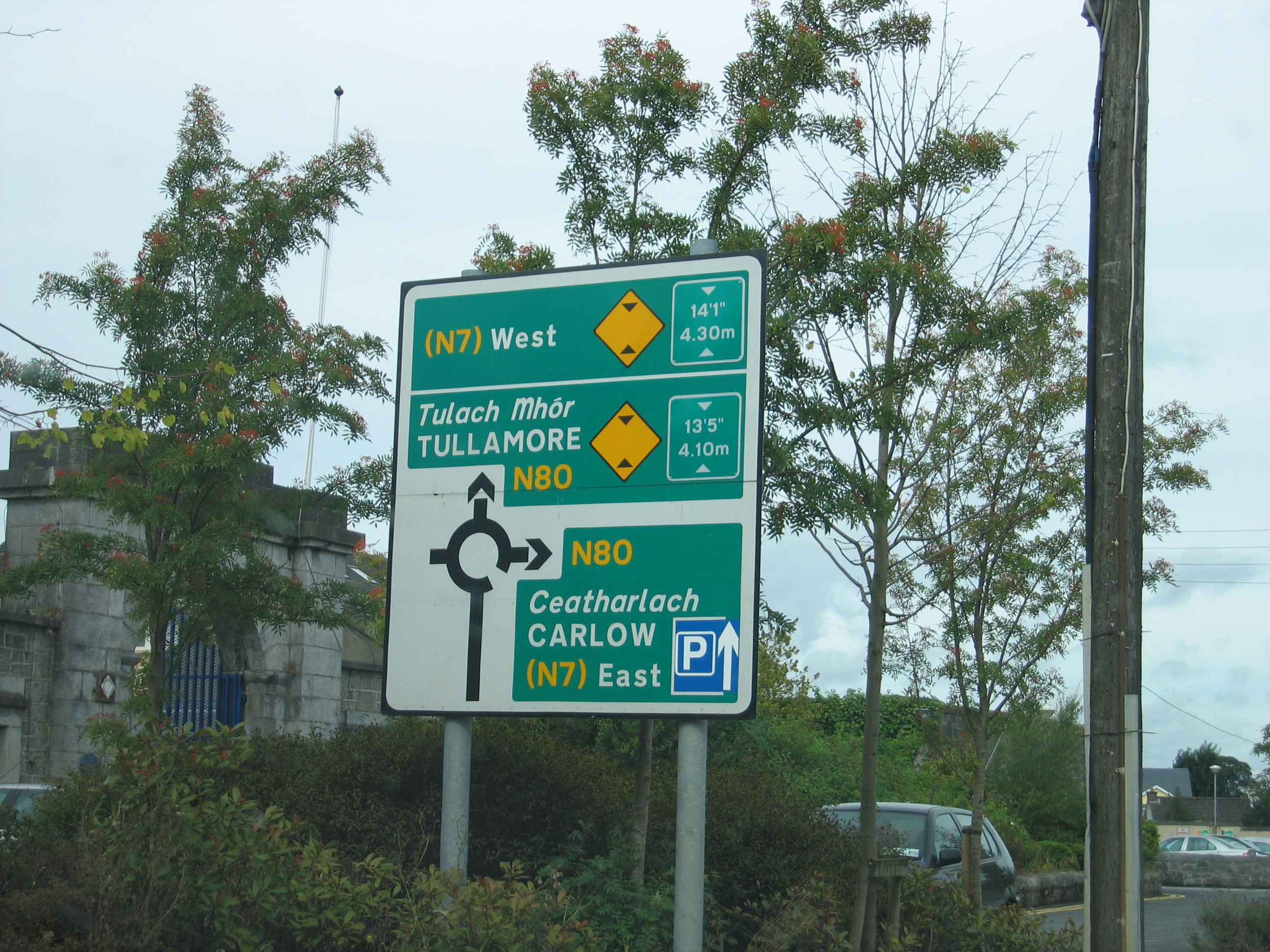
Un cartello stradale della Repubblica d'Irlanda lungo una strada (non una nazionale) a Portlaoise, nella Contea di Laois, che riporta indicazioni delle strade nazionali e indicazioni aggiornate sulle restrizioni al passaggio causate dalla presenza di ponti.

La rete delle strade in Irlanda, sia a nord che a sud del confine è molto articolata ma, allo stesso tempo, spesso in situazioni molto arretrate rispetto ad altri paesi dell'Unione europea. Alcune strade rurali, anche in Nord Irlanda, rimangono un tragitto per alcuni versi eccitante, per altri un po' difficoltoso. Senza scomodarsi in posti particolarmente selvaggi, che sono abbondanti nell'isola, guidare da Charleville a Macroom nella Contea di Cork significa incontrare tutti i componenti da stereotipo di una strada allucinante, ovvero manto stradale consumato, buche e incroci che spuntano all'improvviso dopo tornanti.
Con l'avvento della Celtic Tiger e i fondi versati dall'Unione europea, molte strade nazionali (national roads) nella Repubblica stanno vedendo continui miglioramenti. Negli anni novanta nell'Eire la situazione autostradale si limitava a pochi tratti, che stanno invece crescendo anno dopo anno sui tratti più trafficati, secondo un progetto ancora in attuazione del National Development Plan. La costruzione di strade in Irlanda del Nord ha proceduto più lentamente, ma la situazione iniziale era meno arretrata rispetto alla controparte meridionale e, inoltre, sono stati aggiunti molti svincoli e doppie carreggiate.

## Segnaletiche differenti
La segnaletica stradale in Irlanda del Nord segnala confini e distanze in miglia, mentre nella Repubblica d'Irlanda è in chilometri: le distanze lo erano già sin dagli anni settanta (rimanevano soltanto alcuni segnali antichi che sono in via di sostituzione). Ad oggi le miglia all'ora come indicatore di velocità sono usate a nord del confine, mentre nella Repubblica sono stati introdotti dal 20 gennaio 2005 anche per la segnalazione dei limiti di velocità i chilometri all'ora (km/h), con la conseguente adozione di 58.000 nuovi segnali metrici, 35.000 per rimpiazzare quelli vecchi imperiali e 23.000 nuovi.
Le indicazioni della Repubblica d'Irlanda sono bilingui, in quanto vengono usati entrambi gli idiomi ufficiali della nazione, gaelico irlandese e inglese, tranne che nelle zone gaeltacht dove sono esclusivamente in lingua gaelica.

## Strade della Repubblica d'Irlanda
Il sistema autostradale della Repubblica è tutto concentrato nelle vicinanze di Dublino, anche se si sta conoscendo un programma per il loro sviluppo in altre città, in particolare verso Cork dove una nuova autostrada è in procinto di essere aperta. Dublino è ovviamente il punto focale di tutte le altre strade principali, che partono quasi tutte dalla capitale irlandese, ma anche di molti progetti come i ponti a pagamento East-Link e West-Link, così come il Dublin port tunnel. Anche le altre maggiori città hanno dei progetti in cantiere o da iniziare, come il Jack Lynch Tunnel sotto il fiume Lee a Cork o il quarto ponte a Limerick sullo Shannon.
Tralasciando le strade primarie e quelle costruite o sistemate nell'ultimo decennio, le altre strade secondarie sono veramente ridotte male. Molti turisti tornano nei loro Paesi con l'impressione che l'Irlanda abbia infrastrutture da terzo mondo: riparare una strada in certe zone, specialmente quelle più sperdute, significa riempire una buca con qualcosa e spianare il tutto con una pala.
I consigli locali predispongono solitamente per lo strato del manto stradale strati di roccia con 6 mm o anche meno di bitume, col risultato che crepe e buche si aprono molto facilmente. Se sono più resistenti alle condizioni climatiche, il passaggio degli pneumatici, specialmente di veicoli pesanti, annullano ogni vantaggio. Appena asfaltate, i sassolini tipici della strada nuova sono un bel problema e risultano ben più dannosi che per le strade normali, in più bisogna aggiungere che sono più rumorose e si deteriorano facilmente, specialmente durante le estati umide irlandesi. Questo tipo di manto stradale viene scelto per abbassare i costi, ma in realtà secondo molti i costi si moltiplicano per le continue manutenzioni.

### Autostrade

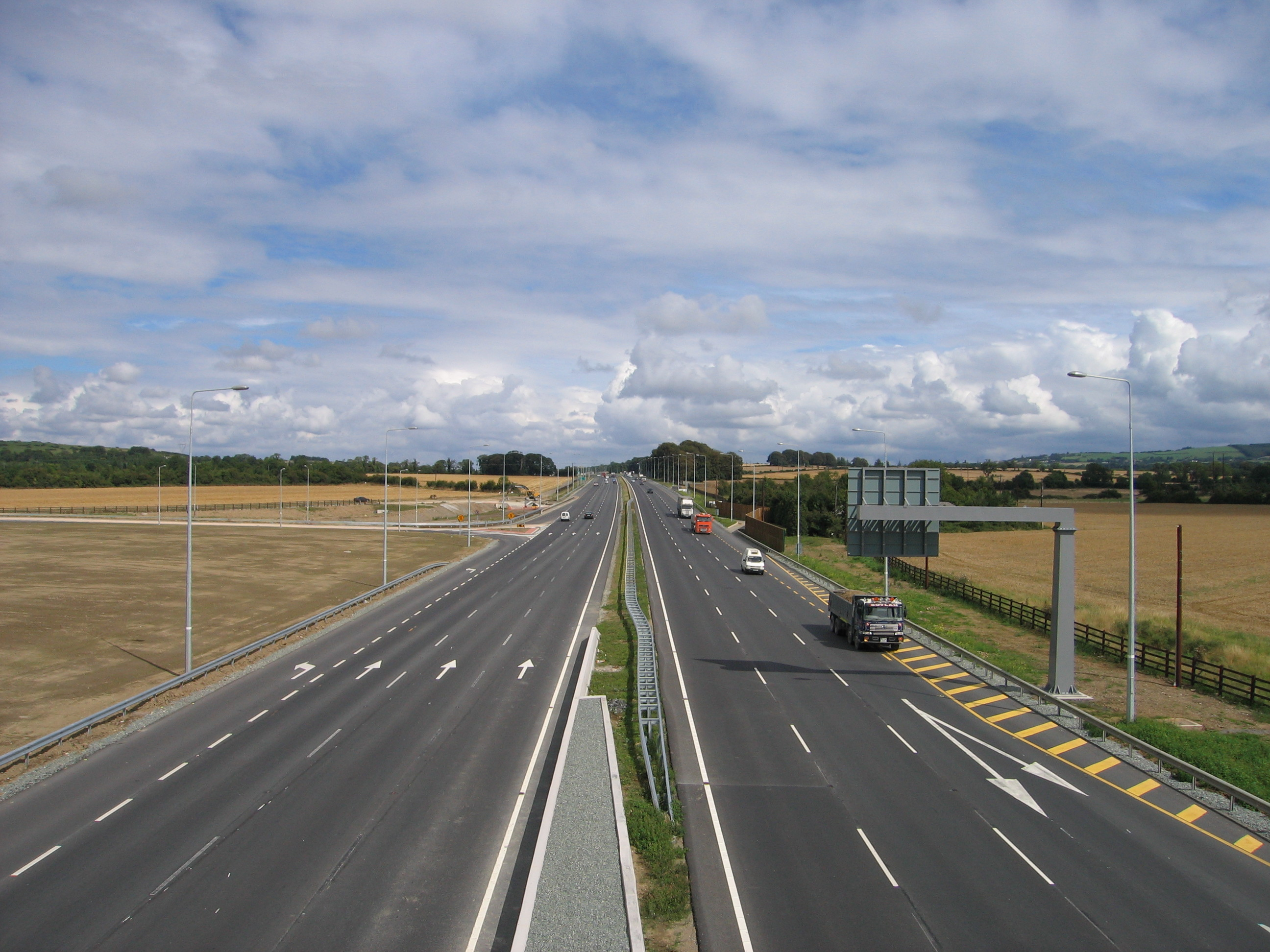
La nuova Naas Road (N7)

Nella Repubblica d'Irlanda, le maggiori strade sono le autostrade; sono identificate col prefisso "M" (motorway) seguito da una o due cifre. Il sistema autostradale ruota quasi esclusivamente intorno a Dublino e il primo tratto aperto è stato quello della M7 vicino a Naas, chiamato appunto Naas by-pass, nel 1983. Stando al 2005, tutte le autostrade sono in realtà tratti di strade nazionali, da cui mutuano anche la cifra solo sostituendo la N con la M. Alla fine del 2004 c'erano soltanto 191,7 km di autostrada nella Repubblica, e 285,5 km di doppia carreggiata. fonte NRA. Dopo molti lavori si è arrivati a fine 2005 a 246,6 km di autostrada e 297 km di doppia carreggiata., mentre al gennaio 2006 già erano stati aggiunti 24 km in più, con in più 15 ricostruiti tra Naas e Dublino e 2,4 nel Cork Southern Ring. . Molte delle nuove strade a doppia carreggiata sono di fatto autostrade, ma non mantengono il prefisso M per poter consentire il passaggio anche di veicoli lenti e trattori.

#### Assegnazione dei numeri
Le autostrade prendono il numero di tragitto delle strade nazionali di cui fanno parte, sostituendo semplicemente la N con la M. In molti casi le autostrade sono delle varianti di vecchie strade nazionali (per esempio gli svincoli della M7 prima formavano la N7) - mentre i tratti oltrepassati sono classificati come strade regionali. Le strade regionali hanno cartelli bianchi con scritte nere, quelle nazionali cartelli verdi con scritte bianche (e i numeri della strada color ambra), le autostrade cartelli blu con scritte bianche. Le destinazioni raggiunte da altri tipi di strada hanno uno sfondo di colore diverso, tranne che per l'autostrada che mostra sempre tutto comunque in blu.

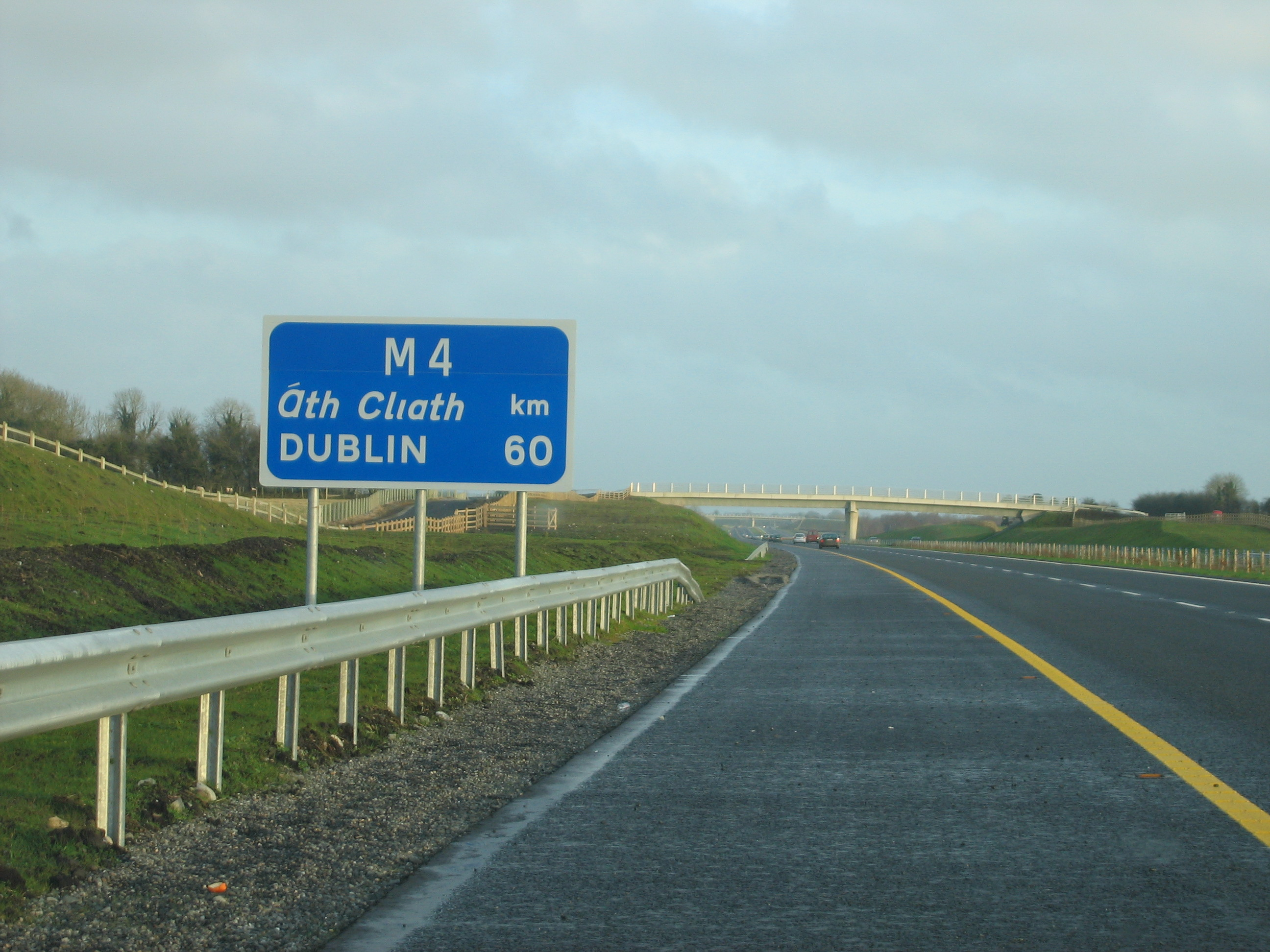
Segnale autostradale irlandese

La M50, costruita completamente da zero, è un'eccezione al normale processo di numerazione - dato che non rimpiazza una vecchia "N". La M50 non fu mai legalmente chiamata "N50" (nonostante abbia sezioni che non sono a carattere autostradale) nei libri ufficiali, ma direttamente col prefisso per le autostrade avendo quasi esclusivamente gli standard per l'autostrada). Il tratto interrompe anche la sistemazione sequenziale dei numeri, ma il 50 è un numero facilmente riconoscibile.

#### Lista delle autostrade in Irlanda
Le autostrade ancora non aperte sono in corsivo. Tra parentesi le destinazioni che non sono o saranno direttamente servite dall'autostrada, ma che bisogna raggiungere con quella strada.
| Tragitto: | Sezione dell'autostrada: | Destinazioni:                            |
| M1        | Periferia Nord di Dublino-Dundalk. | Dublino–Confine (Belfast)                |
| M3        | (Costruzione prevista) Clonee fino a nord di Kells.                                                                                          | Dublino–Cavan–(Enniskillen)–Ballyshannon |
| M4        | Lucan–Kinnegad. | Dublino–Sligo                            |
| M6        | Piccola sezione della N6 vicino a Kinnegad. (Sezione della Galway-Ballinasloe anche)                                                         | Dublino–Galway                           |
| M7        | Nord-est di Naas fino alla parte ovest di Portlaoise (in progetto per Roscrea). (In costruzione da Nenagh a Limerick).                       | Dublino–Limerick/(Cork)/(Waterford)      |
| M8        | (In progetto) Deviazione dalla M7 tra Portlaoise e Roscrea, per raggiungere la N8. (17,5 km dalla M8 in costruzione da Rathcormac a Fermoy). | Dublino–Cork                             |
| M9        | Ad ovest di Newbridge a sud di Kilcullen (deviazione della M7).                                                                              | Dublino–Waterford                        |
| M11       | Svincolo Bray/Shankill | Dublino–Wexford                          |
| M50       | Tratto intero | Raccordo anulare di Dublino              |

### Strade primarie nazionali

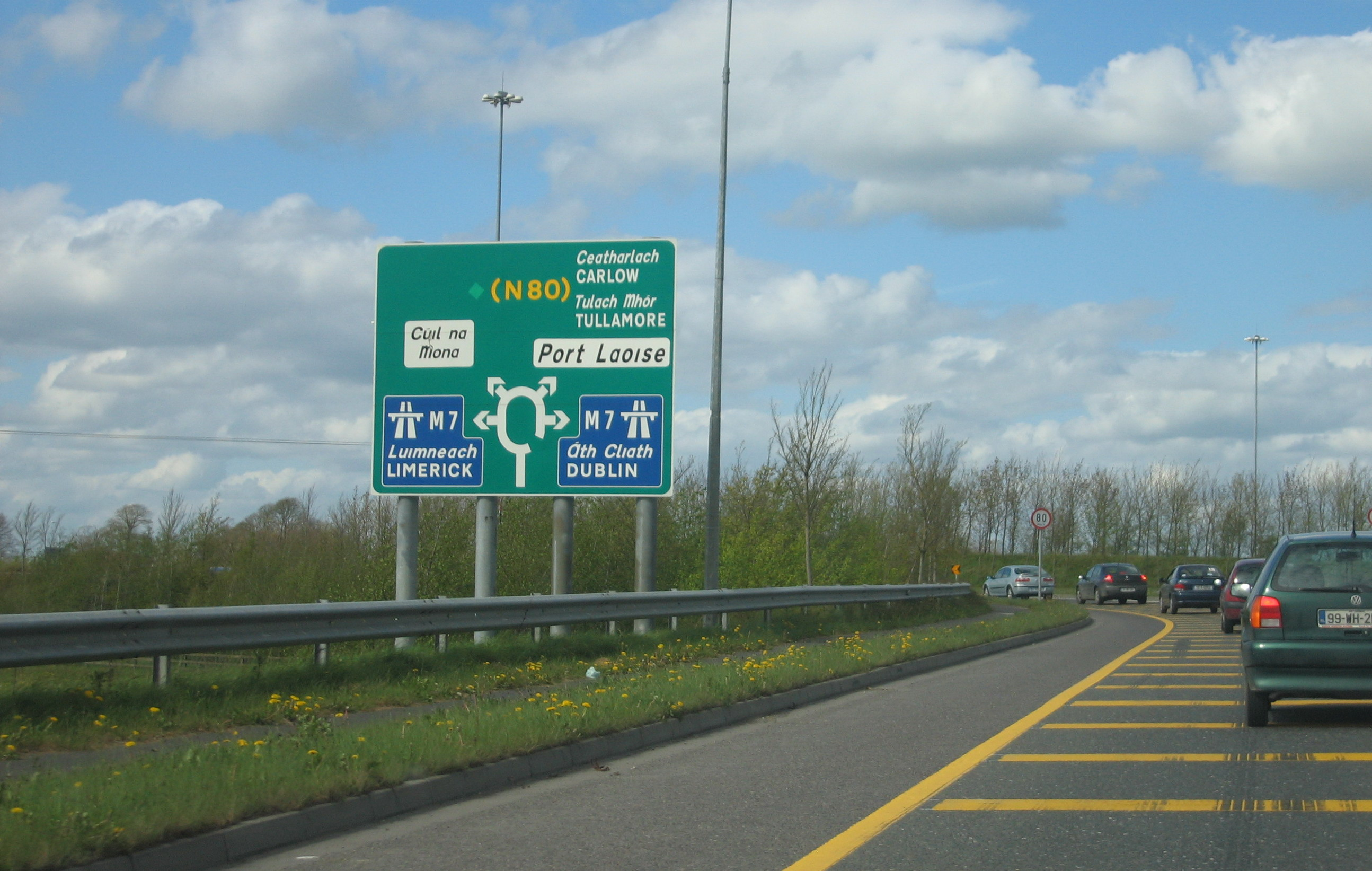
Non-motorway National Route sign in Ireland

Le National primary roads sono le strade principali al di fuori dei pochi tratti autostradali, e sono identificate col prefisso "N" seguito da una o due cifre. Le vie principali sono cifrate dall'1 all'11 e girano in senso anti-orario da Dublino, mentre dal 12 al 33 sono strade principali ma indirizzate anche verso le campagne. Si differenziano dalle strade Nazionali secondarie solo perché queste ultime hanno numeri più alti. Sono contraddistinte da segnali in verde e scritte in bianco, con i numeri color ambra, i quali mostrano tra parentesi anche le destinazioni non raggiunte direttamente
Le strade che entrano in Irlanda del Nord e poi tornano nella Repubblica, al contrario di quanto avviene per quelle che percorrono esclusivamente quest'altra nazione che hanno una classificazione diversa, mantengono la propria nomenclatura, come fosse stato adottato un sistema sovranazionale; l'esempio principale è la N3, che torna nella Repubblica (nello schema sotto sono identificate tra parentesi).
La lista non considera i tratti autostradali (consultare la sezione precedente).

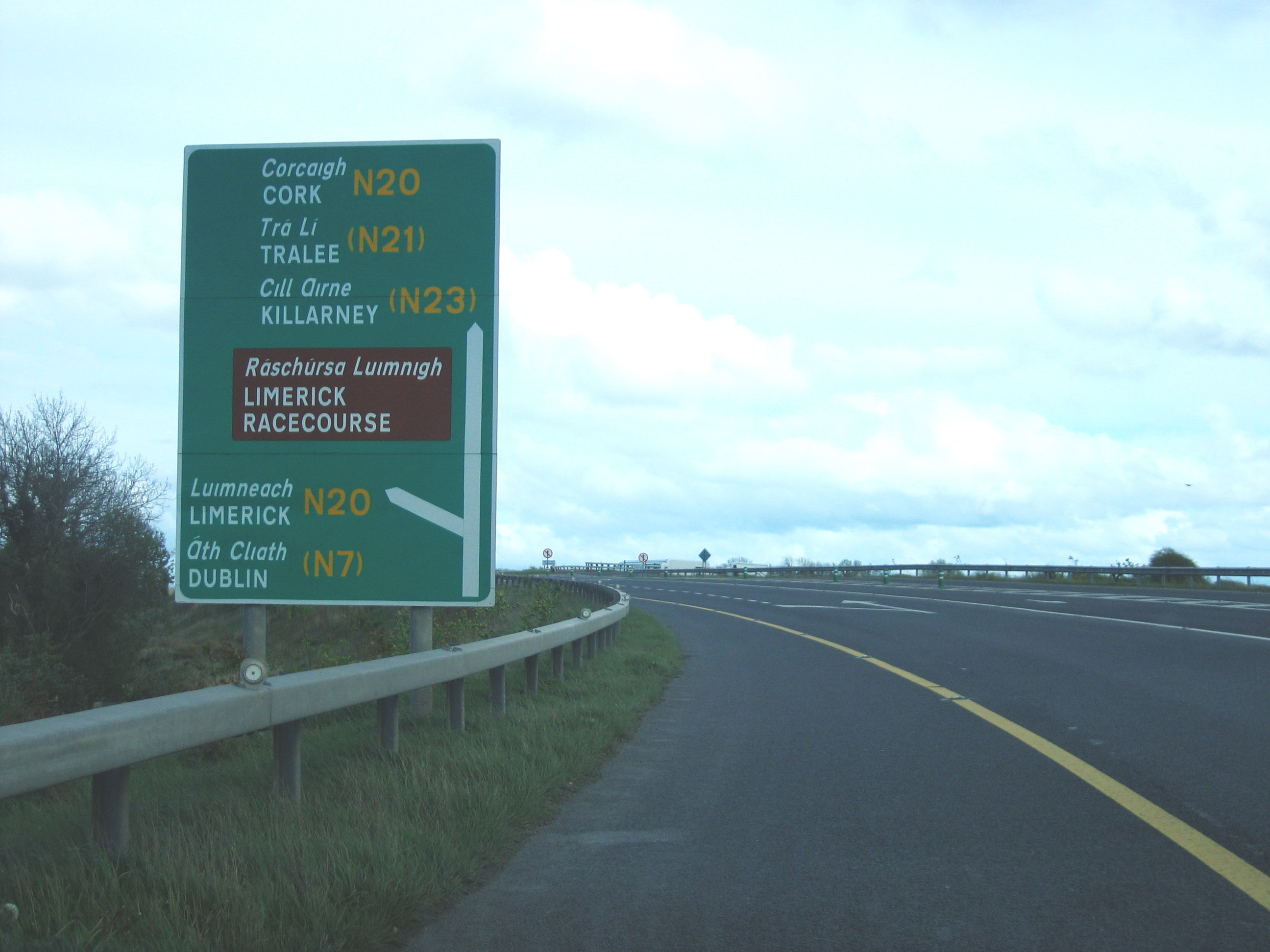
Non-motorway National Route sign in Ireland

N1  Dublino - Dundalk - (A1 per Belfast)
N2 Dublino - Monaghan - (A5 per Omagh - Derry)
N3 Dublino - Cavan - (A509 - Enniskillen - A46) - Ballyshannon
N4 Dublino - Sligo
N5 (N4 da Dublino) - Longford - Westport
N6 (N4 da Dublino) - Kinnegad - Galway
N7 Dublino - Limerick
N8 (N7 da Dublino) - Portlaoise - Cork
N9 (N7 da Dublino) - Kilcullen - Carlow - Waterford
N10 (N9 da Dublino) - Paulstown - Kilkenny - Ballyhale - (N9 per Waterford)
N11 Dublino - Wexford
N12 Monaghan - (A3 per Belfast)
N13 (N15 da Sligo) - Stranorlar - Letterkenny - (A2 per Derry, A6, M22, M2 per Belfast)
N14 Letterkenny - Lifford - (A5 per Strabane)
N15 Sligo - Donegal - Lifford - (B72, A5 per Derry)
N16 Sligo - (A4 per Enniskillen, A4, M1 per Belfast)
N17 Galway - Claremorris - Collooney - (N4 per Sligo)
N18 (N4, N17 per Sligo) - Claregalway - (N6 da Galway) Oranmore - Ennis - Limerick
N19 (N18 da Limerick/Ennis) - Shannon Town - Shannon International Airport
N20 Limerick - Cork
N21 Limerick - Castleisland - Tralee
N22 Cork - Killarney - Farranfore - Tralee
N23 (N21 da Limerick) - Castleisland - Farranfore - (N22 per Killarney)
N24 Limerick - Waterford
N25 Cork - Waterford - Rosslare Europort
N26 (N4, N5 da Dublino) - Swinford - Ballina
N27 Cork centro - Cork International Airport
N28 Cork - Ringaskiddy
N29 (deviazione della N25 ad est di Waterford per Belview Port)
N30 (N25 da Cork, Waterford vicino a New Ross) - Enniscorthy - (N11 per Dublin)
N31 (Deviazione della N11 a Dublino per Dún Laoghaire)
N32 (Continuazione della M50 per la strada di Malahide)
N33 (Deviazione della M1 per Ardee)
N50 Raccordo di Dublino. Esiste solo come M50, ma nelle carte ufficiali e legali è contrassegnata come N50

### Altri tipi di strade
Mentre le autostrade e le strade nazionali principali sono gestite e finanziate dalla National Roads Authority (NRA), per quelle regionali e locali i fondi sono decisamente minori (sebbene siano aumentati dal 2000) ed i responsabili di questi tragitti sono i Consigli locali delle contee.
Le National secondary roads sono indicate con il prefisso "N", ma hanno numeri più alti (partono dal 51 e non dal 34, come se la M50 fosse una linea di demarcazione). Di solito sono migliori delle strade regionali, anche se non molto, dato che molte sono state risistemate e riasfaltate, ma molte sono addirittura in stato peggiore di altre regionali più battute.
Tra le strade nazionali secondarie, vi sono:
N55 Athlone - Cavan
N59 Galway - Clifden - Westport (Strada del Connemara)
N62 Athlone - Horse and Jockey
N68 Ennis - Kilrush
N69 Limerick - Tralee (Costiera via Foynes)
N71 Cork - Killarney (Strada del West Cork)
N72 Killorglin - Killarney - Waterford
N74 Cashel - Tipperary
N75 Thurles - Ballyshane
N81 Dublino - Tullow
N82 Clondalkin, South Dublin per la N81 (via Citywest).
N85 Ennis - Ennistimon
N86 Tralee - Dingle
Le regional roads sono indicate col prefisso "R" e almeno tre cifre, spaziando da R1xx nel nord-est fino a R7xx nel sud-est. Una delle più importanti strade regionali è la R113 (Belgard) road, che forma una doppia carreggiata tra la N7 e la N81. Difficile classificare bene le regionali, alcune superano anche altre nazionali secondarie e sono vie di transito molto frequentate, altre sono stradine di campagna strettissime.

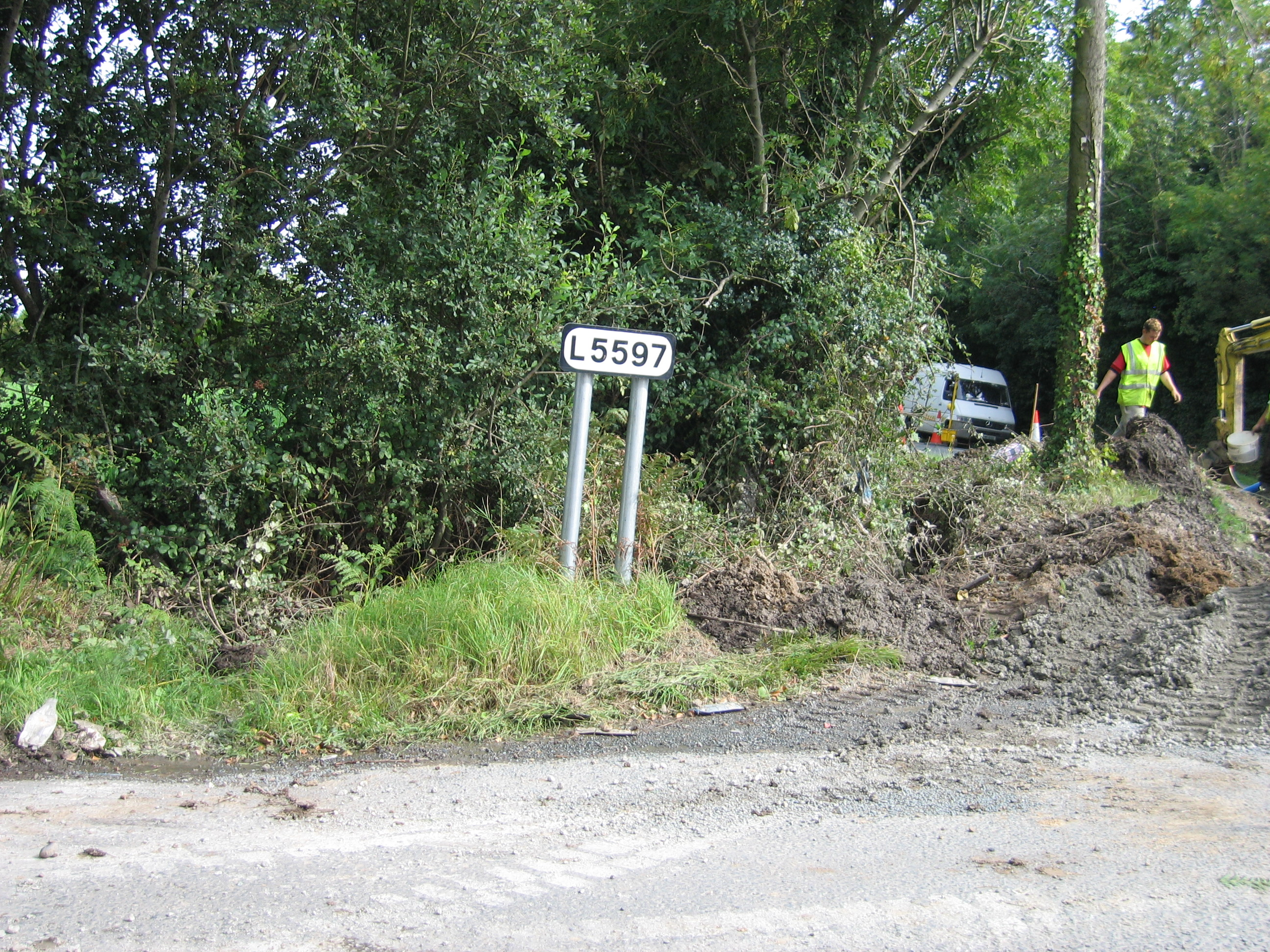
Indicatore di una strada locale all'intersezione con la R752 vicino a Rathnew

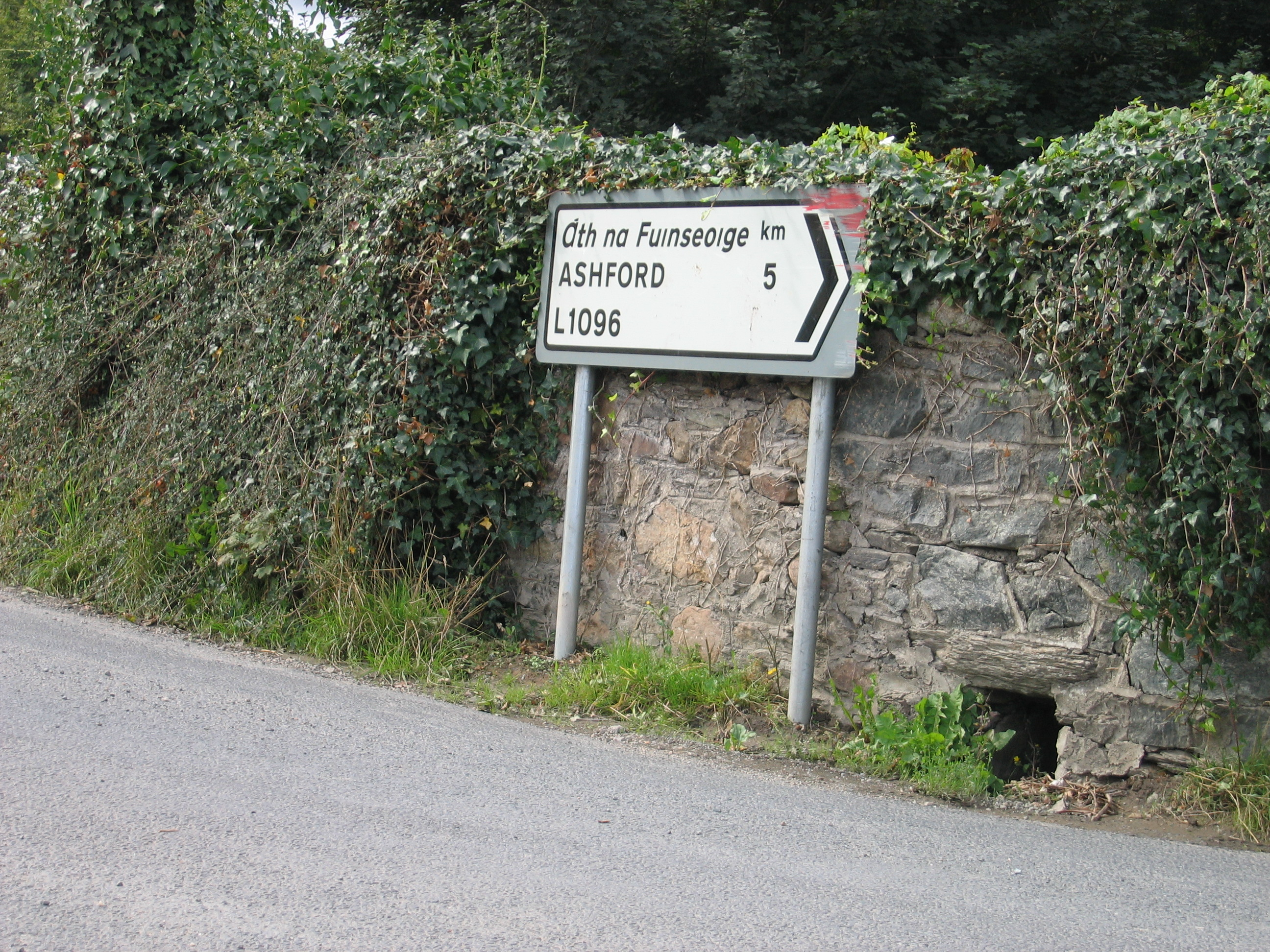
Un segnale stradale con indicato il numero della strada locale

Le local roads non sono numerate secondo criterio, ma hanno ben quattro cifre dopo il prefisso "L", assumendo la forma Lxxxx. È raro trovare questi numeri sui cartelli o sulle cartine della Ordnance Survey, sebbene dal 2006 il Department of the Environment, Heritage and Local Government ha avviato un programma per la nuova segnaletica delle strade regionali che incorporano anche i numeri delle strade locali.

### Vecchio sistema
Alcuni vecchi segnali stradali conserveranno le precedenti classificazioni, "T" per trunk road, o "L" per link road. Le trunk roads erano praticamente equivalenti alle odierne strade nazionali, e congiungevano le vie alle odierne strade regionali. C'erano comunque delle differenze. La più rimarchevole era che, nel sistema delle trunk/link roads, l'odierna N5 non era considerata una via di comunicazione principale.
Principali ex trunk routes e loro nuova denominazione:
T1 = odierna National Road 1
T2 = odierna National Road 2
T3 = odierna National Road 4
T4 = odierna National Road 6
T5 = odierna National Road 7
T6 = Dublino - Cork (comprese alcuni tratti dell'odierna National Road 9 e National Road 8)
T7 = Dublino - Waterford (compresa la maggior parte dell'odierna National Road 11)
T35 = odierna National Road 3
A differenza dell'attuale sistema, dove ciascuna strada (sia N- che R-) ha un suo numero unico, durante il sistema delle trunk/link roads, le strade contrassegnate da L- erano numerate separatamente cominciando da L1. Questa classificazione non ha nessuna relazione con l'attuale numerazione Lxxxx usata per le strade minori.